# NLAW
Next generation Light Anti-tank Weapon (NLAW) o Next Generation Light Anti-Armour Weapon (in italiano: l'arma anticarro leggera di nuova generazione), nota anche come MBT LAW o RB 57, è un'arma leggera spalleggiabile di tipo "lancia e dimentica", costituito da un sistema missilistico a linea di mira (LOS) usa e getta (monouso), progettato per l'impiego da parte della fanteria. 
Il missile utilizza un sistema di lancio morbido ed è guidato dalla linea di vista prevista (PLOS). Può effettuare un overfly top attack (OTA) su un veicolo blindato, oppure un attacco diretto (DA) su strutture e veicoli non blindati. Il sistema è stato sviluppato in Svezia dal primo appaltatore Saab Bofors Dynamics, per conto delle autorità di difesa britanniche e svedesi che hanno acquistato il sistema in una joint venture. È prodotto principalmente nel Regno Unito dal Team MBT LAW UK, che comprende 14 subappaltatori, in particolare Thales Air Defence. Gli utenti dell'arma includono Finlandia, Indonesia, Lussemburgo, Malesia, Svezia, Svizzera, Ucraina e Regno Unito.

## Storia
Nel 1999, la British Defense Procurement Agency (DPA) ha inviato richieste di partecipazione per realizzare una nuova arma anticarro portatile, per competere nel programma "Next Generation Light Anti-Armour Weapon" nel gennaio 2001 (in sostituzione della vecchia legge britannica anni '80) La svedese Bofors del gruppo Celsius (successivamente acquistato da Saab AB), l'americana Lockheed Martin e la tedesca Dynamit Nobel hanno risposto con offerte, ma solo i primi due sono entrati a causa dei posti limitati. Bofors iniziò lo sviluppo della cosiddetta LEGGE MBT lo stesso anno.
Nel maggio 2002, MBT LAW di Saab Bofors Dynamics è stato selezionato come vincitore del Kestrel di Matra BAe Dynamics (il derivato britannico dell'FGM-172 SRAW di Lockheed Martin), con la conseguente firma di un memorandum d'intesa (MoU) tra il British DPA e Swedish Defense Material Administration (FMV) a giugno. Di conseguenza, il programma di sistema NLAW è diventato una joint venture britannico-svedese (guidata principalmente dal DPA) assegnata a Saab Bofors Dynamics (sviluppo e produzione completi). È stato sviluppato in Svezia e prodotto nel Regno Unito, con l'assemblaggio finale eseguito dal subappaltatore Thales Air Defence; i due partner di squadra hanno un accordo di marketing, che consente a qualsiasi potenziale cliente di acquistare il sistema da Saab Bofors Dynamics o Thales Air Defence. Il contratto firmato nel giugno 2002, tra Saab e le due autorità della difesa, valeva circa 4,8 miliardi di corone svedesi, compreso lo sviluppo e la produzione in serie; La quota della Svezia nella produzione in serie è stata stimata in un miliardo di corone svedesi.
Con la conclusione degli accordi tra Svezia e Regno Unito nel 2003, lo sviluppo del sistema è proseguito fino al 2008, anno in cui è entrato in produzione nel Regno Unito. Le consegne dell'arma sono iniziate nel dicembre 2008, entrando al servizio delle forze armate svedesi e britanniche a metà del 2009. È stato stimato che il requisito del Regno Unito per le forze armate britanniche fosse di 14.000 unità o più. Nel 2005, il governo svedese ha emesso un primo ordine per un numero imprecisato di unità da Saab; la Finlandia ha effettuato diversi ordini dal 2007 al 2017 a Saab, per un numero imprecisato di unità; seguito dal Lussemburgo, Malesia, Svizzera e Indonesia.

## Sviluppo
La ricerca per un nuovo missile guidato anticarro leggero svedese è iniziata negli anni '90 dalle forze armate svedesi, per la sua fanteria meccanizzata priva sia di carri armati che di armi da guerra anticarro. Inizialmente, il progetto si è concentrato sulla creazione di un sistema il più semplice ed economico possibile; dopo alcune analisi, è emersa la necessità di un'arma anticarro portatile con grande efficacia a corto e medio raggio.
Nell'ottobre 1999, il DPA britannico ha assegnato a Bofors (poi Saab Bofors Dynamics) un ordine di progettazione per procurarsi un prototipo di arma entro 22 mesi, basato sui requisiti del programma NLAW britannico: Per essere in grado di colpire un bersaglio mobile a 400 m (1.300 piedi) e un bersaglio fermo a 600 m (2.000 piedi), con un peso massimo di 12,5 kg (28 libbre); alcuni dei requisiti successivamente stabiliti dall'FMV svedese erano un abbassamento della backblast area, una portata effettiva minima di 20 metri e un adattamento ambientale per le operazioni internazionali. Saab Bofors Dynamics, DPA e FMV hanno pagato ciascuno un terzo del costo della fase di valutazione per la LEGGE MBT, quantificato in 18 milioni di sterline. L'FMV ha investito denaro aggiuntivo durante le prove dell'NLAW, mentre il DPA ha cessato ulteriori pagamenti fino alla firma del contratto.
Il progetto ha acquisito slancio nel 2002-2003 dopo essere stato selezionato dalle autorità di difesa britanniche e svedesi, soddisfacendo i severi requisiti di entrambe le nazioni. Sia lo sviluppo del lanciatore che quello del missile sono stati effettuati da Saab Bofors Dynamics a Eskilstuna e Karlskoga, in Svezia, utilizzando la tecnologia derivata dai precedenti sistemi Bofors; come l'RBS 56B BILL 2 (testata e guida) e AT4 CS (capacità in spazi confinati), così come alcuni ulteriori sviluppi. Il Regno Unito e la Svezia hanno condiviso i costi di sviluppo. La produzione e la consegna avrebbero dovuto iniziare entro la fine del 2006, con la fase di sviluppo "quasi alla fine" nel 2005 secondo Nick Moore (DPA). Tuttavia, a causa di alcune problematiche nelle prove del novembre 2006, è stata posticipata fino al 2008. A causa dei requisiti simili richiesti dalle autorità di difesa svedesi e britanniche, l'arma presenta solo lievi differenze nell'aspetto. Utilizza una singola testata a carica sagomata, al contrario di altri missili comparabili che hanno una testata tandem.
Saab, che sviluppa anche il software di sistema, ha annunciato nel 2015 di essere stata in grado di ottimizzare il sistema di guida mettendo a punto la sua linea di vista. Nell'aprile 2014 è stata dimostrata una portata effettiva di 800 m (2.600 piedi) per bersagli fissi. È stata anche segnalata una portata effettiva di 600 m (2.000 piedi) contro bersagli mobili.

## Descrizione

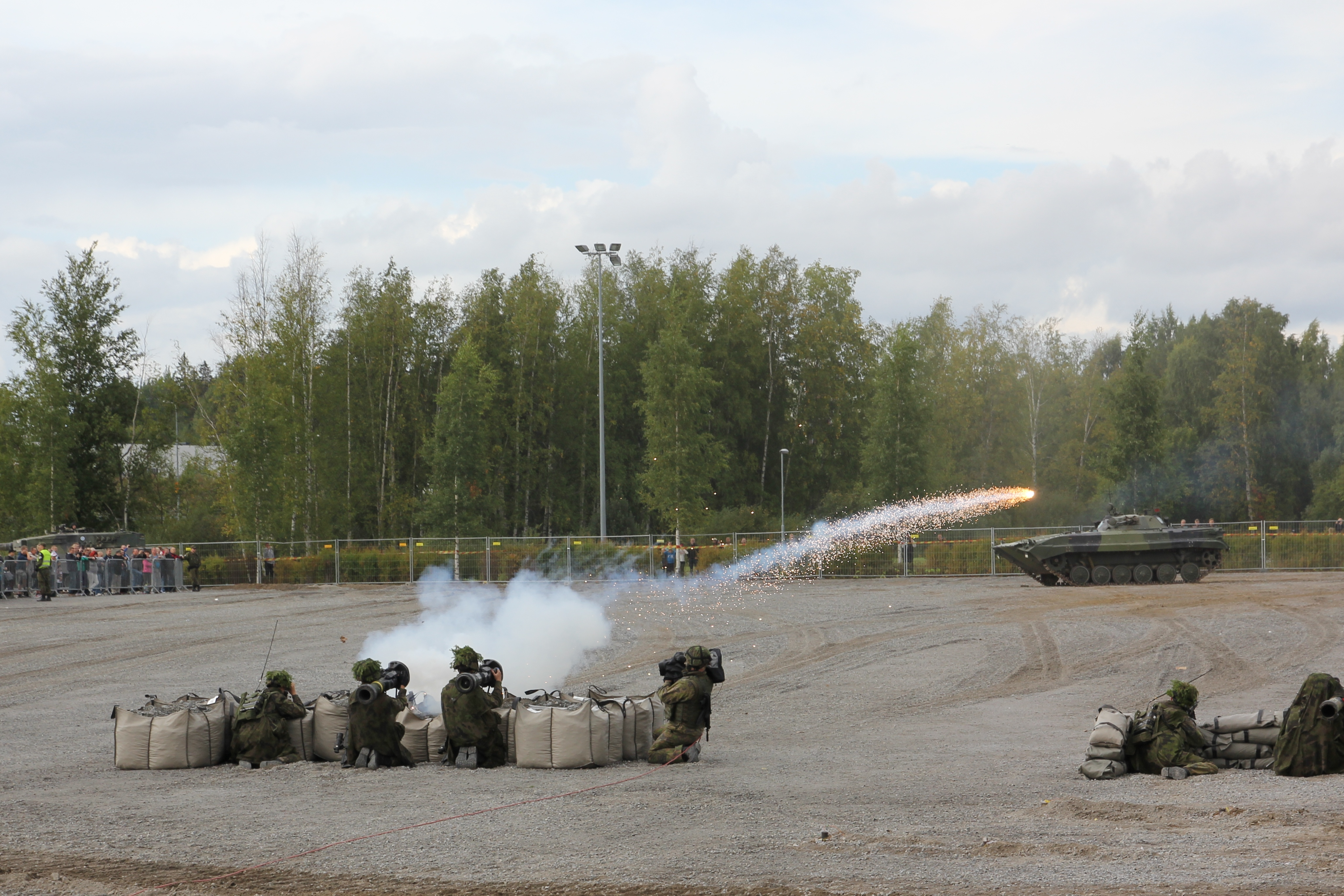
Soldati finnici usano la modalità OTA su un BPM-2 in una dimostrazione

L'NLAW è un sistema portatile che consente di lanciare il missile da quasi ovunque; l'operatore può sparare in sicurezza attraverso qualsiasi finestra di una stanza non più piccola di 4 m x 2,5 m x 2,5 m (altezza). Il missile viene prima sparato fuori dal lanciatore con un sistema di accensione a bassa potenza, dopodiché il suo razzo principale si accende e lo spinge verso il bersaglio. La guida utilizza un sistema PLOS (Linea di vista prevista). Per un bersaglio in movimento, l'operatore mantiene il tracciamento per almeno 2-3 secondi e il software sul missile calcola la velocità angolare del bersaglio e un percorso da percorrere che intercetterà il bersaglio. Dopo il lancio, il missile vola autonomamente lungo la traiettoria di volo richiesta, controllata da un sistema di guida inerziale. Il sistema pesa 12,5 kg (28 libbre), con un peso del razzo di 6,5 kg (14 libbre); la massa della testata è di 1,8 kg (4,0 libbre). Può essere preparato per sparare in soli 5 secondi. Non è necessario che l'operatore consideri la distanza del bersaglio (purché sia entro il raggio d'azione) o rimanga esposto mentre il missile è in aria (spara e dimentica).
Contro carri armati e altri veicoli corazzati, viene utilizzata la modalità OTA (Overfly Top Attack); il missile vola a circa un metro sopra la linea di vista, facendo esplodere la testata sopra l'armatura superiore più debole del bersaglio tramite spoletta di prossimità e sensori magnetici. La modalità di attacco diretto (DA) viene utilizzata contro bersagli non corazzati, facendo esplodere la testata all'impatto tramite spoletta di contatto mentre il missile vola sulla linea di vista. Il lanciatore può essere attivato solo una volta e viene smaltito dopo l'uso. L'operatore può regolare la distanza di armamento del missile, per evitare una detonazione prematura inflitta dai sensori quando sorvola non bersagli. Possono anche sparare verso il basso o verso l'alto con un angolo di 45 gradi. Il missile si autodistruggerà al tempo di volo massimo di 5,6 secondi, che è di circa 1.000 m (3.300 piedi). È progettato per funzionare in tutte le condizioni climatiche e ambientali, da -38 a +63 gradi Celsius.
È designato sia come "Arma anticarro leggera di nuova generazione" (NLAW) nonché "Carro da battaglia principale e arma anti-armatura leggera" (MBT LAW) nell'esercito britannico; ha sostituito l'obsoleto sistema LAW 80 e ILAW (AT4 CS) che è stato utilizzato nella transizione fino al suo dispiegamento. In Svezia è designato come Robot 57 (RB 57), e in Finlandia come 102 RSLPSTOHJ NLAW.

## Impiego operativo

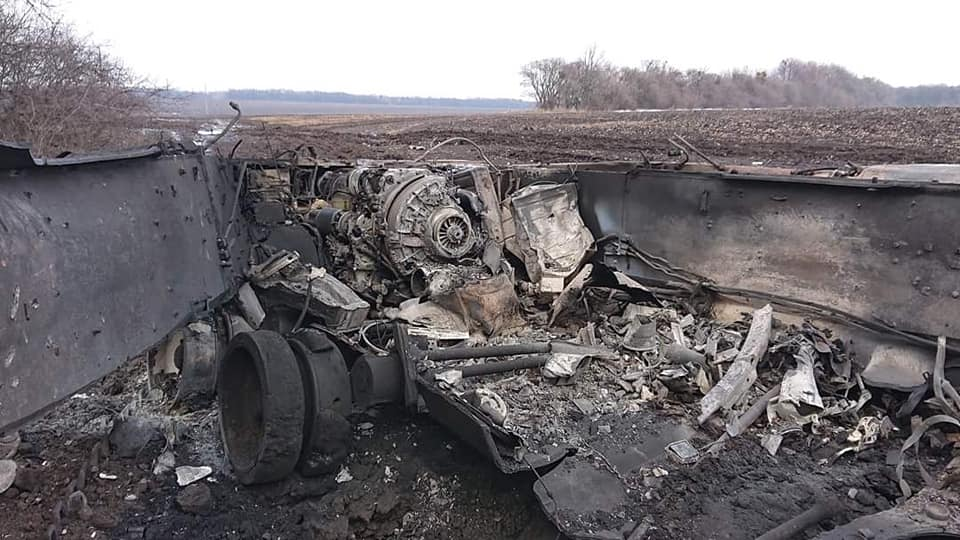
Un carro armato russo T-80 distrutto da un NLAWs

Prima dell'escalation della guerra russo-ucraina, il Regno Unito ha fornito 2.000 sistemi NLAW all'Ucraina. Con l'invasione russa dell'Ucraina nel 2022 altri 1.615 sono stati consegnati entro il 9 marzo 2022 per rafforzare l'esercito ucraino. Altri NLAW sono stati richiesti dall'esercito ucraino a seguito di rapporti secondo cui si sono dimostrati altamente efficaci contro i veicoli russi, portando ad una fornitura di almeno altri 100 da parte del Lussemburgo. Oltre ai sistemi missilistici anticarro FGM-148 Javelin statunitensi, forniti come precauzione contro l'aumento delle ostilità, le forze ucraine hanno riferito che gli NLAW hanno prodotto danni molto maggiori contro i veicoli corazzati russi rispetto ai loro sistemi di epoca sovietica. Il 24 marzo 2022, il Regno Unito si è impegnato a consegnare altri 6.000 NLAW e un alto ufficiale militare ucraino ha anche affermato che erano "l'arma preferita" per le sue truppe, responsabili del 30-40% dei carri armati russi distrutti.
Un numero imprecisato di sistemi è stato catturato dalle forze armate russe e dall'autoproclamata Repubblica popolare di Donetsk, filo-russa,  durante il conflitto.
I NLAW risultano i più numerosi missili anticarro guidati avanzati in Ucraina nell'aprile 2022.

## Utilizzatori
Finlandia

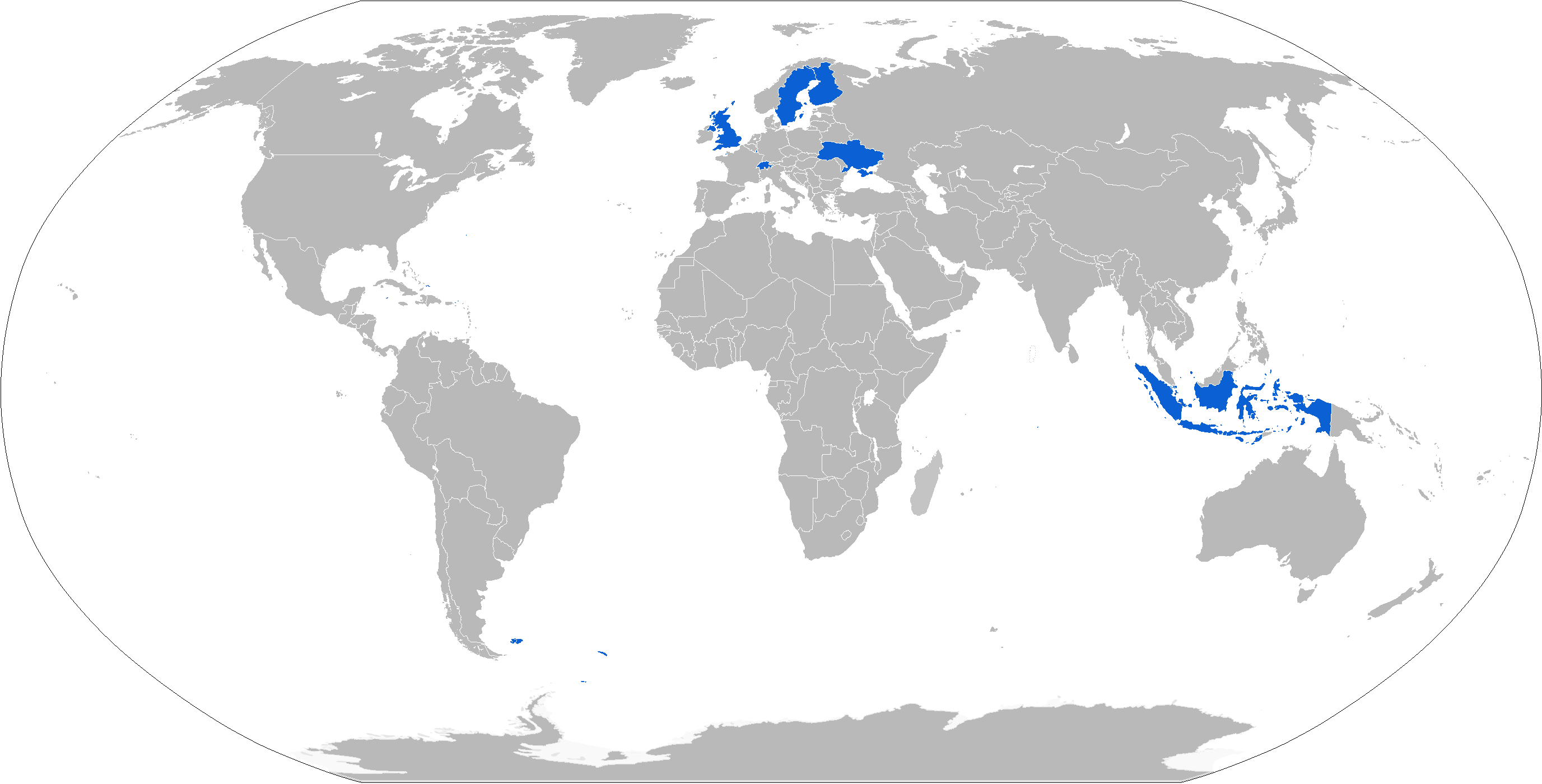
in blu gli utilizzatori

la Finlandia ha annunciato ordini di missili nel 2007 per un valore di 38 milioni di euro. In servizio finlandese il missile è designato 102 RSLPSTOHJ NLAW.
 Indonesia
consegnati 600 lanciatori.
 Lussemburgo
ordinato nel 2010.
 Malaysia
ordinato nel 2016 per il servizio nell'esercito malese, le consegne sono iniziate nel 2018.
 Svezia
nel servizio svedese il missile è designato Robot 57 (RB 57).
 Svizzera
ordinato nel 2017 per colmare il vuoto di capacità lasciato dalla disattivazione dell'M47 Dragon nel 2008. Le consegne sono iniziate nel 2018.
 Ucraina
2.000 unità NLAW sono state fornite all'Ucraina dal Regno Unito entro il 19 gennaio 2022 in previsione dell'invasione russa dell'Ucraina. Altri 100 furono inviati dal Lussemburgo dopo l'invasione. Al 9 marzo 2022, il Regno Unito ha confermato di aver consegnato un totale di 3.615 NLAW all'Ucraina Al 16 marzo 2022, il Regno Unito ha confermato di aver consegnato più di 4.000 NLAW all'Ucraina. Altri 6.000 sono in consegna.
 Regno Unito
selezionato nel maggio 2002 per il requisito dell'arma anticarro leggera di nuova generazione (NLAW) dell'esercito britannico. Il sistema ha sostituito l'ILAW e la LAW 80. Nel servizio britannico il missile è designato Missile Guidato (GM), NLAW HEAT, K170A1/A2 O come "Carro da battaglia principale e arma leggera anti-armatura" (LEGGE MBT).